# Просторовий аналіз

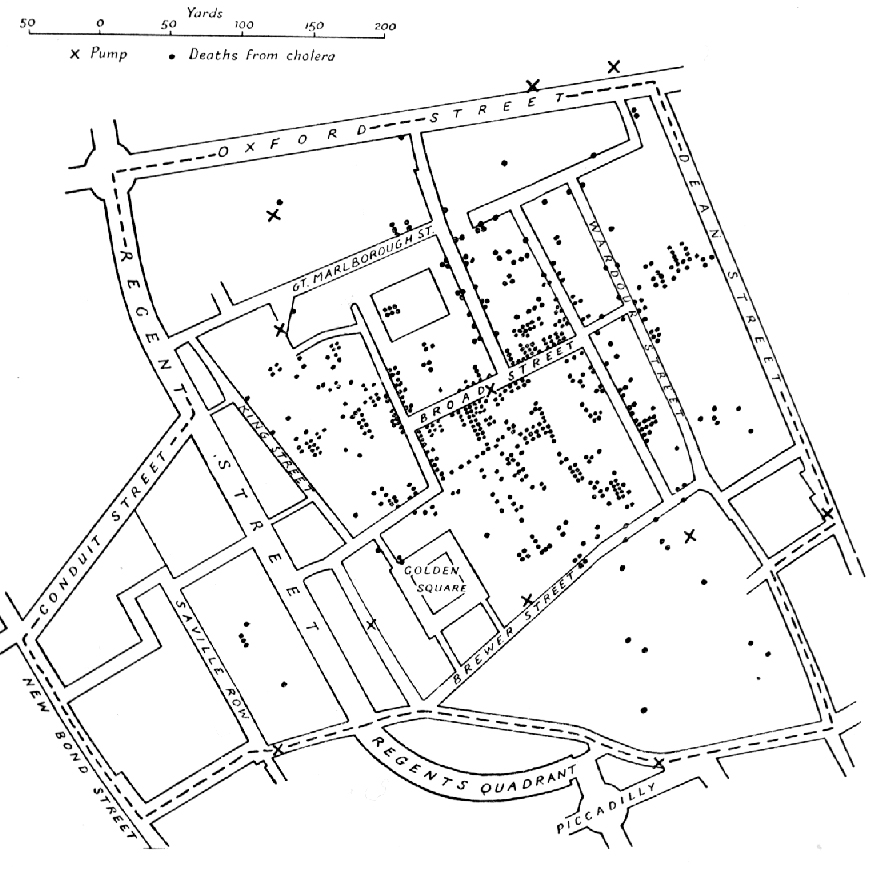
Джон Сноу показав скупчення випадків захворювання холери в 1854. Це був один з перших випадків використання карти на основі просторового аналізу.

Просторовий аналіз або просторова статистика включає в себе будь-які формальні техніки які вивчають об'єкти, використовуючи їх топологічні, геометричні, чи географічні властивості.

## Загальна характеристика
Просторовий аналіз включає в себе різні техніки, багато з яких досі знаходяться на ранній стадії розвитку, з використанням різних аналітичних підходів і застосовується в таких галузях, як астрономія, з її дослідженнями пов'язаними з розміщенням галактик у космосі, для виготовлення чипа в інженерії, з використанням алгоритму «місця і маршруту» для побудови складних монтажних конструкцій. У більш вузькому сенсі, просторовий аналіз являє собою метод, який застосовується до структур в людському масштабі, насамперед в аналізі географічних даних.
Складні проблеми виникають в просторовому аналізі, багато з яких не є ні чітко визначені, ні повністю вирішені, але служать основою для сучасних досліджень. Найголовнішою з них є проблема визначення просторового положення суб'єктів досліджувань.
Класифікація технік просторового аналізу є складним завданням, оскільки сюди включається велике число різних областей дослідження, різні фундаментальні підходи, які можуть бути вибрані, а також різновид форм, яких набувають вхідні дані.

## Історія просторового аналізу
Просторовий аналіз, можливо, може розглядатися як такий, що виник з ранніми спробами в картографії і геодезії, але багато родовищ посприяли його зростанню в сучасній формі. Біологія внесла свій вклад через ботанічні дослідження глобальних розподілів рослин та їх локальних місць, етимологічні дослідження руху тварин, ландшафтні екологічні дослідження рослинності, екологічні дослідження просторової динаміки населення і вивчення біогеографії. Епідеміологія з ранніми роботами, сприяла картуванню хвороби, зокрема робота Джона Сноу картографування спалаху холери, з дослідженням картування поширення захворювань і дослідженнями розташування для надання медичної допомоги. Статистика внесла великий внесок через роботу в просторовій статистиці. Економіка зробила свій внесок перш за все за рахунок просторової економетрики. Геоінформаційна система в даний час є основним фактором у зв'язку з важливістю географічного програмного забезпечення в сучасному аналітичному інструментарію.. Дистанційне зондування Землі широко сприяло в морфометричному і кластерному аналізі. Інформатика активно сприяла через вивчення алгоритмів, зокрема, в обчислюваній геометрії. Математика продовжує забезпечувати основні інструменти для аналізу та виявляє складність просторової області, наприклад, з недавньою роботою по фракталам і масштабній інваріантності. Наукове моделювання забезпечує корисну основу для нових підходів.

## Основні проблеми просторового аналізу
Просторовий аналіз ставить багато фундаментальних проблем у визначенні своїх об'єктів дослідження, при побудові аналітичних операцій, які будуть використовуватися, у використанні комп'ютерів для аналізу, в обмеженнях і відомих особливостях аналізу, і в презентації аналітичних результатів. Багато з цих проблем є активними суб'єктами сучасних досліджень.
Поширені помилки часто виникають в просторовому аналізі, деякі через математику простору, деякі через конкретні шляхи даних, представлених просторово, деякі через доступні інструменти. Дані перепису, оскільки вони захищають приватне життя шляхом об'єднання даних в локальні одиниці, викликають цілий ряд питань статистики. Фрактальний характер берегової лінії робить складними точні вимірювання його довжини, а то й неможливими. Комп'ютерна програма установки прямих ліній на кривій берегової лінії, може легко розрахувати довжини ліній, які потрібно визначити. Однак ці прямі лінії можуть не мати властиве значення в реальному світі, як це було показано на узбережжі Великої Британії.
Ці проблеми представляють випробування в просторовому аналізі через силу карт як засобу презентації. Коли результати представлені у вигляді карт, презентація поєднує в собі просторові дані, які зазвичай точні з аналітичними результатами, які можуть бути неточними, що призводить до враження, що аналітичні результати є більш точними, ніж дані що будуть вказуватись.

### Просторова характеристика

Поширення бубонної чуми в середньовічній Європі. Кольори показують просторовий розподіл спалахів чуми протягом тривалого часу.

Визначення просторової присутності об'єкта обмежує можливий аналіз, який може бути застосований до цього об'єкта і впливає на остаточні висновки, які можуть бути досягнуті. Поки ця властивість принципово вірна для всього аналізу, це особливо важливо в просторовому аналізі, оскільки інструменти для визначення і вивчення сутності виступають конкретні характеристики суб'єктів досліджень. Статистичні методи сприяють просторовому визначенню об'єктів, як точки, оскільки є дуже мало статистичних методів, які працюють безпосередньо з елементами лінії, площі або об'єму. Комп'ютерні інструменти сприяють просторовому визначенню об'єктів як однорідних і окремих елементів через обмежену кількість елементів бази даних і доступних обчислювальних структур.

### Просторова залежність або автокореляція
Просторова залежність є коваріацією властивостей в межах географічного простору: характеристики в проксимальних місцях по всій видимості, корелюють, або позитивно, або негативно. Просторова залежність призводить до просторової задачі автокореляції в області статистики, оскільки, як тимчасова автокореляція, вона порушує стандартні статистичні методи, які передбачають незалежність між спостереженнями. Наприклад, регресійний аналіз, який не компенсує просторову залежність, може мати нестійкі оцінки параметрів і дає недостовірні тести значущості. Він також підходить для перегляду просторової залежності як джерело інформації.
Місцеві ефекти також проявляються у вигляді просторової неоднорідності, або як видима зміна процесу по відношенню до місця розташування в географічному просторі. Якщо простір не є однорідним і безмежним, кожна локація матиме певний рівень унікальності щодо інших місць. Це впливає на відносини просторових залежностей і, отже на просторовий процес. Просторова неоднорідність означає, що загальні параметри, які оцінені для всієї системи не можуть адекватно описувати процес в будь-якому заданому місці.

### Масштабованість
Просторова шкала вимірювання є постійною проблемою в просторовому аналізі. Ландшафтні екологи розробили ряд масштабних інваріантних метрик для аспектів екології, які є фрактальними в природі. У більш загальному плані, немасштабований самостійний метод аналізу є широко узгоджений для просторової статистики.

### Відбір вибірки
Просторова вибірка включає в себе визначення обмеженого числа місць в географічному просторі для вимірювання явищ, які схильні до залежності і неоднорідності. Залежність передбачає, що оскільки в одному місці можна передбачити значення іншого місця, то не потрібні спостереження в обох місцях. Але гетерогенність передбачає, що це співвідношення може змінюватися в просторі, і тому ми не можемо довіряти спостережуваному ступеню залежності за межами області, яка може бути невеликою. Основні схеми просторової вибірки включають в себе випадковий, кластерний і систематичний характер. Ці основні схеми можуть бути застосовані на різних рівнях у зазначеній просторовій ієрархії (наприклад, міський район, місто, околиці). Крім того, можна використовувати допоміжні дані, наприклад, використовувати значення властивостей як орієнтир у схемі просторової вибірки для оцінки рівня освіти і доходів. Просторові моделі, такі як статистична автокореляція, регресія і інтерполяції (див нижче) також можуть диктувати дизайн вибірки.

### Поширені помилки в просторовому аналізі
Основні проблеми в просторовому аналізі призводять до численних проблем в області аналізу, включаючи зміщення, спотворення і відверті помилки у досягнутих висновках. Ці питання часто пов'язані між собою, але були зроблені різні спроби, щоб виділити певні проблеми один від одного.

#### Довжина
У статті Бенуа Мандельброта на узбережжі Британії було показано, що він за своєю природою безглуздо обговорював певні просторові концепції, незважаючи на властиві презумпції дійсності поняття. LДовжини в екології безпосередньо залежать від масштабу, в якому вони вимірюються . Таким чином, в той час як геодезисти зазвичай вимірюють довжину річки, ця довжина має сенс тільки в контексті актуальності вимірювальної техніки .

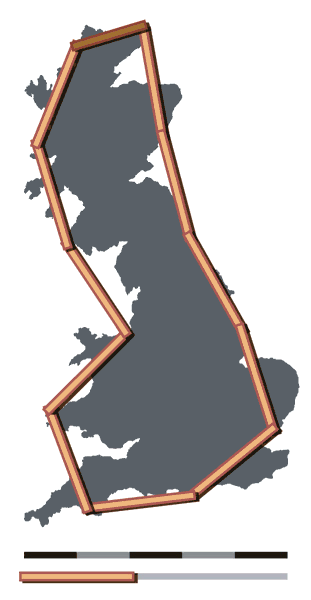
Велика Британія вимірюється за допомогою довгих мірок
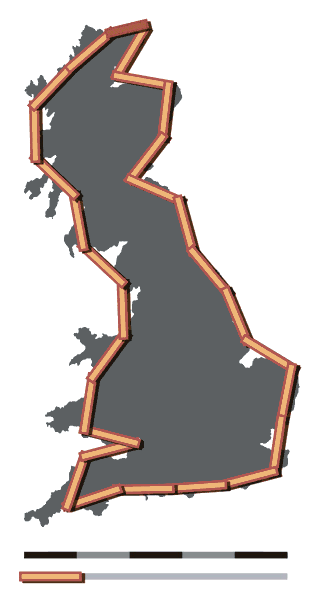
Велика Британія вимірюється за допомогою середніх мірок
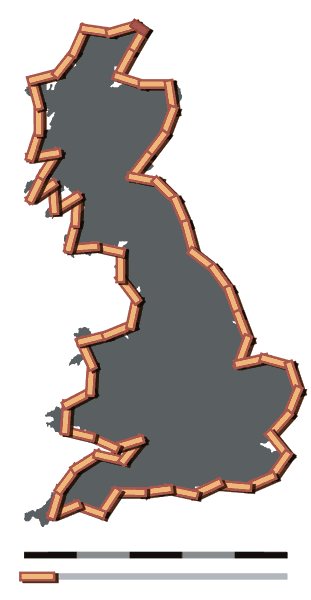
Велика Британія вимірюється за допомогою коротких мірок

#### Місцеві помилки
Помилка локаційна відноситься до помилок через конкретну просторову характеристику, обрану для елементів дослідження, зокрема при виборі просторового розміщення елемента.
Просторові характеристики можуть бути спрощеними або навіть неправильні. Дослідження людей часто зменшують просторове існування людини до однієї точки, наприклад, їх домашню адресу. Це легко може привести до слабкого аналізу, наприклад, при розгляді питання про поширення захворювання, яке може статися на роботі, або в школі, і, отже, далеко від дому.
Просторова характеристика може неявно обмежити предмет дослідження. Наприклад, просторовий аналіз даних про злочинність останнім часом став популярним, але ці дослідження можуть описувати тільки конкретні види злочинів, які можуть бути описані просторово. Це призводить до великої кількості карт нападу, але не будь-яким картками розтрати з політичними наслідками в концептуалізації злочинності та розробці політики щодо вирішення цієї проблеми.

#### Атомарні помилки
Тут описуються помилки, пов'язані з обробкою елементів, як окремих «атомів» ззовні їх просторового контексту. Помилка про передачу окремих висновків просторових одиниць.

#### Екологічні помилки
Екологічна помилка описує помилки, пов'язані з виконанням аналізів за сукупністю даних при спробі досягти висновків по окремих блоках. Помилки відбуваються частково від просторової агрегації. Наприклад, піксель відображає середні температури поверхні в межах області. Екологічною помилкою було б вважати, що всі крапки в межах області мають однакову температуру. Ця тема тісно пов'язана з мінливими площадковими одиничними проблемами.

### Вирішення базових проблем

#### Географічний простір

Манхеттенська і Евклідова відстань: Червона, синя і жовта лінії мають однакову довжину (12) в обох Евклідовій та Манхеттенській метриці. В Евклідовій геометрії, зелена лінія має довжину 6×√2 ≈ 8.48, і має найкоротший шлях. В Манхеттенській геометрії, довжина зеленої лінії досі 12, що робить її не коротшою ніж інші лінії.

Математичне простір існує, тоді коли ми маємо безліч спостережень і кількісні показники атрибутів. Наприклад, ми можемо уявити доходи або роки навчання фізичних осіб в системі координат, де місце розташування кожної людини може бути визначений по відношенню до обох вимірів. Відстані між окремими особами в межах цього простору є кількісною мірою їх відмінностей щодо доходів і освіти. Однак, в просторовому аналізі ми маємо справу з певними типами математичних просторів, а саме, географічним простором. У географічному просторі, спостереження відповідають адресам в просторових рамках вимірювання, що фіксує їх близькість в реальному світі. Місця в просторовій структурі вимірювання часто є місцем на поверхні Землі, але це не є строго необхідним. Просторова структура вимірювання може також захоплювати близькість по відношенню до чогось, скажімо, в міжзоряному просторі або в межах біологічної сутності, така як печінка. Фундаментальним принципом є перший закон Тоблера по географії: якщо взаємозв'язок між об'єктами збільшується з близькістю в реальному світі, то уявлення в географічному просторі і оцінка з використанням методів просторового аналізу є відповідними.
Евклідова відстань між локаціями часто представляє їх близькість, хоча це тільки одна можливість. Є нескінченне число відстаней на додаток до евклідової, які можуть підтримувати кількісний аналіз. Наприклад, «Манхеттен» (або «таксомотор») відстані, де рух обмежений шляхами, паралельно осям, можуть бути більш значущими, ніж евклідові відстані в міських умовах. У доповненні до відстаней, інші географічні відносини, такі як з'єднання (наприклад, наявність або ступінь спільних кордонів) і напрямки можуть також впливати на відносини між суб'єктами. Крім того, можна обчислити мінімальний шлях по всій поверхні витрат; наприклад, це може представити близькість між місцями, коли подорожі повинні відбуватися по пересіченій місцевості.

## Типи просторового аналізу
Просторові дані надходять в різних видах і це не легко прийти до системи класифікації, яка є одночасно ексклюзивною, вичерпною, творчою і задовільною. — G. Upton & B. Fingelton

### Аналіз просторових даних
Міські та регіональні дослідження мають справу з великими таблицями просторових даних, отриманих з переписів і опитувань. Необхідно спростити величезну кількість докладної інформації для того, щоб отримати основні тенденції. Багатопараметричний аналіз (або Факторний аналіз) допускає заміну змінних, перетворюючи багато змінних перепису, які як правило, корелюють між собою, в менше число незалежних «Факторів» або «Основних компонент», які, насправді, є власними векторами кореляційної матриці даних зваженої по зворотній їх власним значенням. Ця заміна змінних має дві основні переваги:
1. Оскільки інформація зосереджена на перших нових факторів, можна зберегти тільки кілька з них, втративши лише невелика кількість інформації; відображення їх виробляє все менше і саме ті карти
2. Фактори, насправді, власні вектори ортогональні з побудови, тобто не корельовані. У більшості випадків, є домінуючим фактором (з найбільшим власним значенням) є соціальною складовою, що відокремлює багатими і бідними в місті. Так як фактори не-корельовані, інші дрібніші процесів, ніж соціальний статус, який би залишався прихованим інакше, з'являється на другому, третьому, … факторах.

Факторний аналіз залежить від вимірювання відстані між спостереженнями: вибір значною метрики має вирішальне значення. Евклидова метрика (аналіз головного компонентів), х-квадрат відстань (аналіз відповідностей) або Узагальнений відстань Махаланобіса (дискримінантний аналіз) є один з більш широкого застосування. Більш складні моделі, використовуючи спільності або ротації, були запропоновані.
Використовуючи багатовимірні методи просторового аналізу стали дійсно в 1950-і роки (хоча деякі приклади повернутися до початку століття) і завершилося в 1970-і роки, зі збільшенням потужності та доступності комп'ютерів. Вже в 1948 році в насіннєвих публікації, двох соціологів, Белл і Шевськи, було показано, що більшість міських населення в США і в світі може бути представлена трьома незалежними факторами: 1 «соціально-економічний статус» проти багаті і бідні райони і розподілені в секторах, що проходять уздовж автомобільних доріг від центру міста, 2 «життєвого циклу», тобто вікової структури домогосподарств, розподілених у вигляді концентричних кіл, і 3 «расової та етнічної приналежності», виявляючи ділянки мігрантів, які перебувають в межах міста. У 1961 рік в новаторському дослідженні, британські географи використовували FA для класифікації британських міст. Brian J Berry в Університеті Чикаго, і його студенти зробили широке застосування методу застосовуючи його до найбільш важливих міст світу і показавши загальні соціальні структури.
Застосування факторного аналізу в географії, який легко реалізувався за допомогою сучасних комп'ютерів, було дуже широким, але не завжди дуже доцільним.
Так як вектори, витягнуті визначаються матрицями даних, не представляється можливим порівняти фактори, отримані з різних переписів. Розчин складається в сплаву кілька матриць перепису в унікальній таблиці, яка, таким чином, може бути проаналізована. Це, однак, передбачає, що визначення змінних не змінилося з плином часу і виробляє дуже великі таблиці, важко управляти. Краще рішення, запропоноване психометрія, групує дані в «кубічної матриці», з трьома позиціями (наприклад, місце розташування, змінних періоди часу). Триходовий факторний аналіз виробляє потім три групи факторів, пов'язаних з невеликою кубічної «ядром матриці». Цей метод, який демонструє еволюцію даних з плином часу, не був широко використаний в географії. У Лос-Анджелесі, тим не менш, він показав роль, традиційно ігнорували, від центру міста як організуючого центру по всьому місту протягом декількох десятиліть.

### Просторова автокореляція
Статистика просторової автокореляції вимірює і аналізує ступінь залежності між спостереженнями в географічному просторі. Класичні просторові статистичні автокореляції включають Moran's {\displaystyle I}, Geary's {\displaystyle C}, Getis's {\displaystyle G} and the standard deviational ellipse. Ці статистичні дані вимагають вимір матриці просторових ваг, яка відображає інтенсивність географічної взаємозв'язку між спостереженнями в околицях, наприклад, відстань між сусідами, довжинами спільного кордону, або падають вони в зазначеній спрямованості класу, такі як «захід». Класична просторова статистика автокореляції порівняти просторові ваги в стосунки коваріаційних в парі точок. Просторова автокореляція, що є більш позитивним, ніж очікувалося від випадкового вказують кластеризацію подібних значень по географічного простору, в той час як значна негативна просторової автокореляції показує, що сусідні значення більш несхожі, ніж очікувалося випадково, що вказує на просторову структуру, схожу на шахівниці.
Статистика просторової автокореляції така як Moran's {\displaystyle I} iGeary's {\displaystyle C} є глобальними в тому сенсі, що вони оцінюють загальний ступінь просторової автокореляції для набору даних. Можливість просторової неоднорідності передбачає, що розрахункова ступінь автокореляції може значно варіюватися в залежності від географічного простору. Місцеві просторові статистичні автокореляції забезпечують оцінки з розбивкою на рівні одиниць просторового аналізу, що дозволяє оцінку відносин залежності через простір. {\displaystyle G} статистики порівнюють околиці з глобальним середнім значенням і ідентифікують регіони з сильною автокореляцією. Локальні версії {\displaystyle I} і {\displaystyle C} статистикє також доступними.

### Просторова стратифікована гетерогенність
Просторова стратифікована гетерогенність відображає сутність природи, передбачає потенційні різні механізми, за допомогою шарів, пропонує можливі детермінанти спостережуваного процесу, дозволяє репрезентативність спостережень Землі, і забезпечує можливість застосування статистичних висновків. Просторова стратифікована гетерогенність атрибута може бути виміряна за допомогою детектора географічного Q-статистики:
```
                             

  

    

      

        
q

        
=

        
1

        
−

        

          

            
1

            

              
N

              

                
σ

                

                  
2

                

              

            

          

        

        

          
∑

          

            
h

            
=

            
1

          

          

            
L

          

        

        

          
N

          

            
h

          

        

        

          
σ

          

            
h

          

          

            
2

          

        

      

    

    
{\displaystyle q=1-{\frac {1}{N\sigma ^{2}}}\sum _{h=1}^{L}N_{h}\sigma _{h}^{2}}

  

```

де популяція поділяється на h = 1, …, L шари; N позначає розмір популяції, σ2 позначає дисперсію атрибута. Значення q міститься в межах [0, 1], 0 вказує на відсутність просторової стратифікованої неоднорідності , 1 вказує на ідеальне просторове стратифіковане значення неоднорідності. Значення q позначає відсоток різниці атрибуту за стратифікацією. q вказує на децентралізовану F ймовірність щільної функції.

### Просторова інтерполяція
Методи просторової інтерполяції оцінюють змінні в неспостережуваних місцях в географічному просторі базуючись на значення в спостережуваних місцях. Основні методи включають зворотня вага відстані: це зменшує змінну зі зменшенням близькості від його місця розташування. Кригінг є складнішим методом, який інтерполює в просторі відповідно до просторової затримки взаємозв'язку, який має як систематичні і випадкові компоненти. Це може вмістити широкий спектр просторових співвідношень для прихованих значень між місцями, що спостерігаються. Кригінг забезпечує оптимальні оцінки, висунувши гіпотетичну затримку відносин, і оцінка похибки може бути відображена, щоб визначити, чи існують просторові структури.

### Симуляція і моделювання
Просторові моделі взаємодії є агрегатними: вони визначають загальне ставлення керівництва для потоку між місцями. Ця характеристика використовується сучасними моделями, які базуються на математичному програмуванні, протікає серед економічних секторів, чи теорії ставка орендної плати. Перспектива альтернативного моделювання — це представлення системи на найвищому можливому рівні деталізації і вивчати знизу вгору виникнення складних моделей і відносин від поведінки і взаємодії на індивідуальному рівні.
Теорія складної адаптивної системи стосовно просторового аналізу показує, що прості взаємодії між проксимальними утвореннями можуть привести до заплутаних, стійких і функціональних просторових утворень на агрегованих рівнях. Два принципово просторові методи моделювання є клітинні автомати і агент-орієнтоване моделювання. Моделювання клітинних автоматів накладає фіксовану просторову структуру, таку як осередки сітки і визначає правила, які диктують стан осередку на основі станів сусідніх клітин. З плином часу просторові структури виникають як клітини, змінюють стан в залежності від їх сусідів; це призведе до зміни умов для майбутніх періодів часу. Наприклад, клітини можуть являти собою місце в міській місцевості і їх станами можуть бути різні типи землекористування. Моделі, які можуть виникнути з простих взаємодій місцевих землекористувань включають офісні райони і розростання міст. Агентне моделювання використовує програмні об'єкти (агенти), які мають цілеспрямовану поведінку (цілі) і може вступати в реакцію, взаємодіяти і змінювати своє оточення, шукаючи свої цілі. На відміну від клітин в клітинних автоматах, симуляція може дозволити агентам бути мобільними стосовно простору. Наприклад, можна моделювати потік трафіку і динаміки з використанням агентів, які представляють окремі транспортні засоби, які намагаються мінімізувати час у дорозі між зазначеними пунктами походження і призначення. Переслідуючи мінімальний час подорожі, агенти повинні уникати зіткнень з іншими транспортними засобами, також прагнучи мінімізувати час поїздок. Клітинні автомати і агентне моделювання є взаємодоповнювальними стратегіями моделювання. Вони можуть бути інтегровані в єдину географічну систему автоматів, де деякі агенти фіксуються(є сталими) в той час як інші є мобільними.

### Багатоточкова геостатистика (MPS)
Просторовий аналіз концептуальної геологічної моделі є основною метою будь-якого алгоритму MPS. Метод аналізує просторову статистику геологічної моделі, яка називається тренувальним зображенням і генерує реалізації явищ, які шанують ці вхідні багатоточкові статистики.
Недавній алгоритм MPS який використовується для виконання цього завдання це модель на основі методу по Honarkhah. У цьому методі, підхід на основі відстані використовується для аналізу закономірностей в тренувальному зображенні. Це дозволяє відтворити багатоточкові статистики і складні геометричні особливості тренувального образу. Кожен вихід алгоритму MPS є реалізацією того, що являє собою випадкове поле. Разом кілька реалізацій можуть бути використані для кількісної оцінки просторової невизначеності.
Одним з останніх методів представлений Тахмасебі al. використовує функцію взаємної кореляції, щоб поліпшити просторове відтворення патерну. Вони називають їх MPS метод моделювання як алгоритм CCSIM. Цей метод може дати кількісну оцінку просторової зв'язності, мінливості і невизначеності. Крім того, спосіб не чутливий до будь-якого типу даних і має можливість моделювати як категоріальні і безперервні сценарії. Алгоритм CCSIM може використовуватися для будь-яких стаціонарних, нестаціонарних і багатовимірних систем і може забезпечити високу якість візуальної апеляційної моделі,

## Геоінформаційна наука і просторовий аналіз
Геоінформаційні системи (GIS)геоінформаційна наука що просуває ці технології мають сильний вплив на просторовий аналіз. Збільшуючи здатність захоплювати і обробляти географічні дані означає, що просторовий аналіз відбувається в середовищах багатші даних. системи збору географічних даних включають в себе дистанційне зондування зображень, системи моніторингу навколишнього середовища, такі як інтелектуальні транспортні системи, а також на розташування технологій, таких як мобільні пристрої, які можуть повідомляти про місце в близькому до реального часу. ГІС забезпечують платформи для управління цими даними, обчислення просторових відносин, таких як відстань, зв'язку і спрямованих відносин між просторовими одиницями, і візуалізації як вихідні дані і просторові результати аналітичних в картографічної контексті.

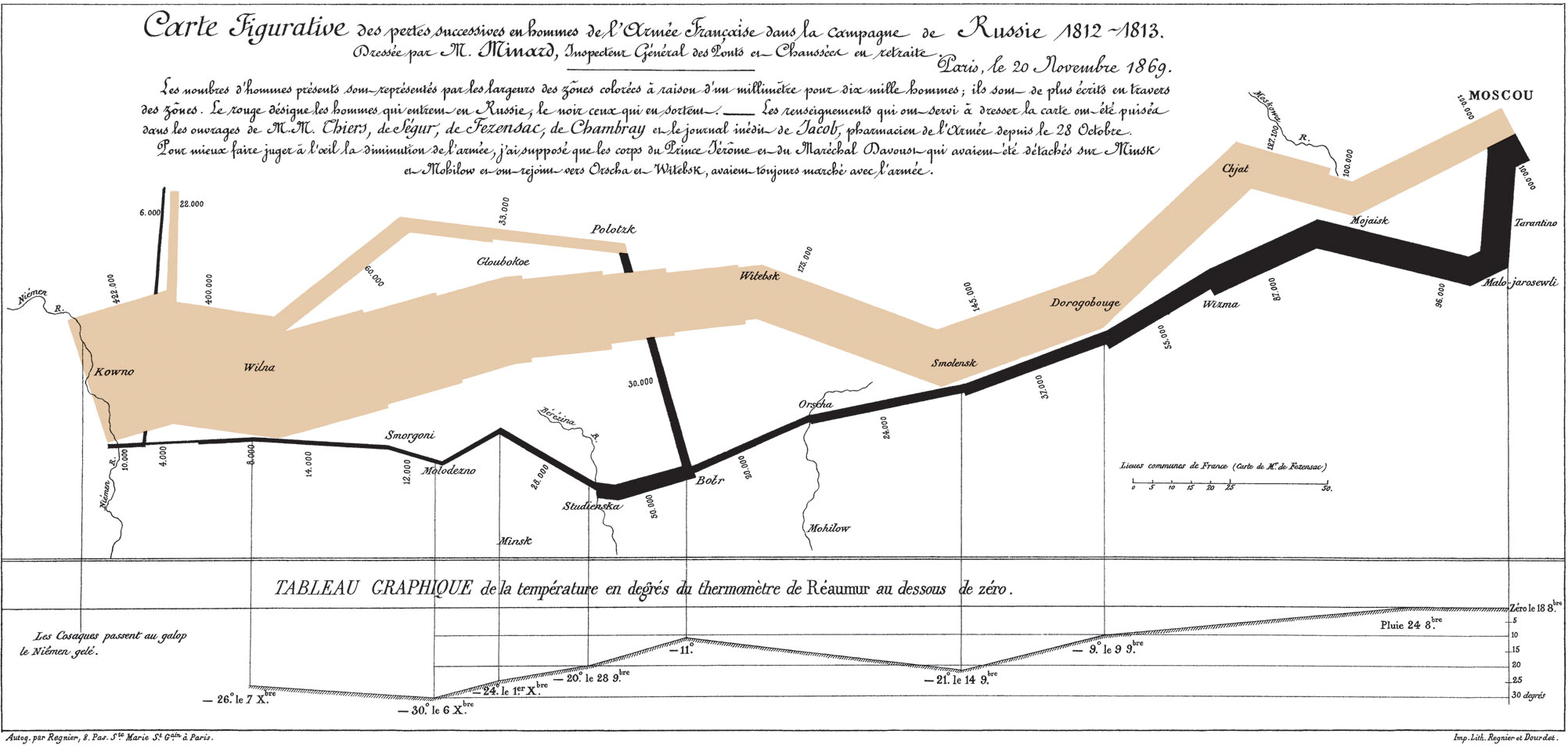
Ця карта відображає неуспішний похід Наполеона на Москву є яскравим прикладом геовізуалізації. Він показує напрямок армії, як вона подорожував, місця проходу військ, розмір армії, як солдат померли від голоду і ран, і які температуру відчували

### Зміст
- Просторове розташування: Передача інформації позиціонування космічних об'єктів за допомогою просторової системи координат. Теорія перетворення проєкції є основою уявлення просторових об'єктів.
- Просторовий розподіл: подібні просторові об'єкти групують інформацію позиціонування, включаючи розподіл, тенденції, контрастність і т.д ..
- Просторова форма: геометрична форма просторових об'єктів
- Просторовий простір: ступінь підходу просторових об'єктів
- Просторові відносини: відносини між просторовими об'єктами, в тому числі топологічними, орієнтаційними, подібними тощо.

Геовізуалізація (GVis) поєднує наукову візуалізацію з цифровою картографією для підтримки розвідки і аналізу географічних даних і інформації, в тому числі результатів просторового аналізу або моделювання. GVis використовує людську орієнтацію в напрямку обробки візуальної інформації в області розвідки, аналізу і передачі географічних даних і інформації. На відміну від традиційної картографії, GVis, як правило, трьох- або чотиривимірна .
Просторова система підтримки прийняття рішень (SDSS) приймає існуючі просторові дані і використовує різні математичні моделі для прогнозування в майбутньому. Це дозволяє міським і регіональним планувальникам в тестуванні втручань у рішення до реалізації.

### Просторове моделювання
Просторове моделювання — це аналітичний процес, що проводиться в поєднанні з геоінформаційною системою (ГІС) для того, щоб описати основні процеси і властивості для даного набору просторових ознак.
Мета просторового моделювання, щоб мати можливість вивчати і моделювати просторові об'єкти або явища, що відбуваються в реальному світі і сприяти плануванню і вирішенню проблем.
Просторове моделювання є важливим процесом просторового аналізу. З використанням моделей або спеціальних правил і процедур для аналізу просторових даних, моделювання використовується в поєднанні з ГІС, щоб правильно проаналізувати і візуально відобразити дані для кращого розуміння з боку читачів. Його візуальна природа допомагає дослідникам швидше зрозуміти дані і зробити висновки, які важко сформулювати за допомогою простих числових і текстових даних.
Маніпулювання інформацією відбувається в кілька стадій, кожна з яких є важливим кроком в складній процедурі аналізу. Просторове моделювання є об'єктно-орієнтованим і дає відповідь на питання, як фізичний світ працює або виглядає. Отримана модель являє собою або набір об'єктів або реальних процесів.
Наприклад, просторове моделювання може бути використано для аналізу прогнозованого шляху торнадо через накладання карт з різними просторовими даними, такими як дорога, будинки, шляхи торнадо і навіть його інтенсивність в різних точках. Це дозволяє дослідникам визначити реальний шлях рушійної сили торнадо. При зіставленні з іншими моделями, ця модель може бути використана, щоб показати кореляцію шляху і географічні чинники.

## Подальше читання
- Abler, R., J. Adams, and P. Gould (1971) Spatial Organization–The Geographer's View of the World, Englewood Cliffs, NJ: Prentice-Hall.
- Anselin, L. (1995) «Local indicators of spatial association — LISA». Geographical Analysis, 27, 93–115.
- Banerjee, Sudipto; Carlin, Bradley P.; Gelfand, Alan E. (2014), Hierarchical Modeling and Analysis for Spatial Data, Second Edition, Monographs on Statistics and Applied Probability (вид. 2nd), Chapman and Hall/CRC, ISBN 9781439819173
- Benenson, I. and P. M. Torrens. (2004). Geosimulation: Automata-Based Modeling of Urban Phenomena. Wiley.
- Fotheringham, A. S., C. Brunsdon and M. Charlton (2000) Quantitative Geography: Perspectives on Spatial Data Analysis, Sage.
- Fotheringham, A. S. and M. E. O'Kelly (1989) Spatial Interaction Models: Formulations and Applications, Kluwer Academic
- Fotheringham, A. S.; Rogerson, P. A. (1993). GIS and spatial analytical problems. International Journal of Geographical Information Systems. 7: 3—19. doi:10.1080/02693799308901936.
- Goodchild, M. F. (1987). A spatial analytical perspective on geographical information systems (PDF). International Journal of Geographical Information Systems. 1: 327—44. doi:10.1080/02693798708927820. Архів оригіналу (PDF) за 22 липня 2017. Процитовано 18 травня 2017.
- MacEachren, A. M. and D. R. F. Taylor (eds.) (1994) Visualization in Modern Cartography, Pergamon.
- Levine, N. (2010). CrimeStat: A Spatial Statistics Program for the Analysis of Crime Incident Locations. Version 3.3. Ned Levine & Associates, Houston, TX and the National Institute of Justice, Washington, DC. Ch. 1-17 + 2 update chapters  [Архівовано 14 червня 2017 у Wayback Machine.]
- Miller, H. J. (2004). Tobler's First Law and spatial analysis. Annals of the Association of American Geographers. 94: 284—289. doi:10.1111/j.1467-8306.2004.09402005.x.
- Miller, H. J. and J. Han (eds.) (2001) Geographic Data Mining and Knowledge Discovery, Taylor and Francis.
- O'Sullivan, D. and D. Unwin (2002) Geographic Information Analysis, Wiley.
- Parker, D. C.; Manson, S. M.; Janssen, M.A.; Hoffmann, M. J.; Deadman, P. (2003). Multi-agent systems for the simulation of land-use and land-cover change: A review (PDF). Annals of the Association of American Geographers. 93: 314—337. doi:10.1111/1467-8306.9302004. Архів оригіналу (PDF) за 15 червня 2013. Процитовано 18 травня 2017.
- White, R.; Engelen, G. (1997). Cellular automata as the basis of integrated dynamic regional modelling. Environment and Planning B: Planning and Design. 24: 235—246. doi:10.1068/b240235.
- Scheldeman, X. & van Zonneveld, M. (2010). Training Manual on Spatial Analysis of Plant Diversity and Distribution. Bioversity International. Архів оригіналу за 11 липня 2017. Процитовано 18 травня 2017.
- Fisher MM, Leung Y (2001) Geocomputational Modelling: techniques and applications. Springer Verlag, Berlin
- Fotheringham, S; Clarke, G; Abrahart, B (1997). Geocomputation and GIS. Transactions in GIS. 2: 199—200. doi:10.1111/j.1467-9671.1997.tb00010.x.
- Openshaw S and Abrahart RJ (2000) GeoComputation. CRC Press
- Diappi L (2004) Evolving Cities: Geocomputation in Territorial Planning. Ashgate, England
- Longley PA, Brooks SM, McDonnell R, Macmillan B (1998), Geocomputation, a primer. John Wiley and Sons, Chichester
- Ehlen, J; Caldwell, DR; Harding, S (2002). GeoComputation: what is it?. Comput Environ and Urban Syst. 26: 257—265. doi:10.1016/s0198-9715(01)00047-3.
- Gahegan, M (1999). What is Geocomputation?. Transaction in GIS. 3: 203—206. doi:10.1111/1467-9671.00017.
- Murgante B., Borruso G., Lapucci A. (2009) «Geocomputation and Urban Planning» Studies in Computational Intelligence, Vol. 176. Springer-Verlag, Berlin.
- Fischer M., Leung Y. (2010) «GeoComputational Modelling: Techniques and Applications» Advances in Spatial Science. Springer-Verlag, Berlin.
- Murgante B., Borruso G., Lapucci A. (2011) «Geocomputation, Sustainability and Environmental Planning» Studies in Computational Intelligence, Vol. 348. Springer-Verlag, Berlin.
- Tahmasebi, P.; Hezarkhani, A.; Sahimi, M. (2012). Multiple-point geostatistical modeling based on the cross-correlation functions (PDF). Computational Geosciences. 16 (3): 779—79742. doi:10.1007/s10596-012-9287-1.[недоступне посилання]
- Tóth, G., Kincses, Á., Nagy, Z., (2014) European Spatial Structure LAP LAMBERT Academic Publishing, ISBN 978-3-659-64559-4, doi:10.13140/2.1.1560.2247